# 그레벤마허주

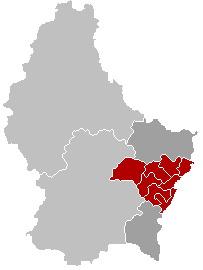
그레벤마허 주의 위치

그레벤마허주(룩셈부르크어: Kanton Gréiwemaacher, 독일어: Kanton Grevenmacher, 프랑스어: Canton de Grevenmacher)는 룩셈부르크를 구성하는 12개 주 가운데 하나로, 행정 구역상으로는 그레벤마허 구에 속한다. 주도는 그레벤마허이며 면적은 211.37km2, 인구는 21,972명(2005년 기준), 인구 밀도는 100명/km2, 높이는 132~411m이다. 8개 지방 자치체(Betzdorf, Biwer, Flaxweiler, Grevenmacher, Junglinster, Manternach, Mertert, Wormeldange)를 관할한다.